# Kronenwetter
Kronenwetter ist eine Gemeinde (mit dem Status „Village“) im Marathon County im US-amerikanischen Bundesstaat Wisconsin. Im Jahr 2010 hatte Kronenwetter 7210 Einwohner.
Kronenwetter ist der Bestandteil der Metropolitan Statistical Area Wausau, die sich mit dem Marathon County deckt.

## Geografie
Kronenwetter liegt in der Mitte Wisconsins am Ostufer des Wisconsin River, einem linken Nebenfluss des Mississippi.
Die geografischen Koordinaten von Kronenwetter sind 44°49′20″ nördlicher Breite und 89°35′25″ westlicher Länge. Das Gemeindegebiet erstreckt sich über eine Fläche von 134,83 km². 
Nachbarorte von Kronenwetter sind Rothschild und Weston (am nördlichen Gemeinderand), Wausau (22 km nördlich), Ringle (25 km nordöstlich), Bevent (21,5 km ostsüdöstlich) und Mosinee (an der südwestlichen Gemeindegrenze).
Die neben Wausau nächstgelegenen weiteren größeren Städte sind Green Bay am  Michigansee (153 km ostsüdöstlich), Appleton (151 km südöstlich), Wisconsins größte Stadt Milwaukee (282 km in der gleichen Richtung), Wisconsins Hauptstadt Madison (217 km südlich), La Crosse am Mississippi (219 km südwestlich), Eau Claire (180 km westlich), die Twin Cities in Minnesota (303 km in der gleichen Richtung) und Duluth am Oberen See in Minnesota (389 km nordwestlich).

## Verkehr
Die Interstate 39 und der U.S. Highway 51 verlaufen auf einem gemeinsamen Streckenabschnitt in Nord-Süd-Richtung durch den Osten von Kronenwetter. Der Wisconsin State Highway 153 verläuft in West-Ost-Richtung durch den Süden der Gemeinde. Alle weiteren Straßen sind untergeordnete Landstraßen, teils unbefestigte Fahrwege sowie innerörtliche Verbindungsstraßen.
Durch Kronenwetter verläuft für den Frachtverkehr eine Eisenbahnstrecke der Canadian National Railway (CN).
Der nächste Flughafen ist der Central Wisconsin Airport in Mosinee (9,9 km südwestlich).

## Geschichte

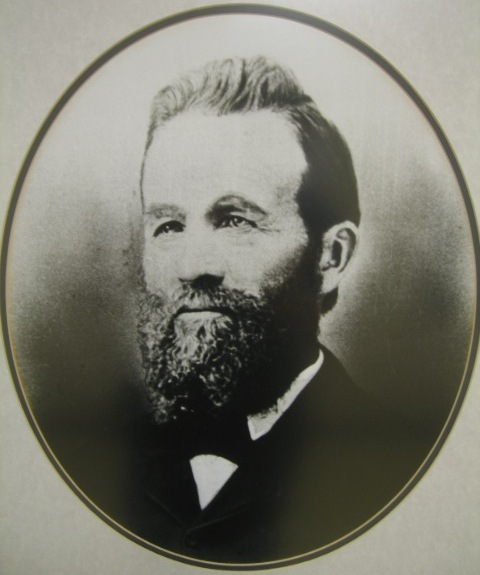
S. Kronenwetter

Im Jahr 1886 wurde die Town of Kronenwetter gebildet. Der Name geht auf den deutschen Einwanderer Sebastian Kronenwetter (1833–1902) zurück, einen Sägewerkbesitzer und Abgeordneten der Wisconsin State Assembly.

2002 entschieden sich die Bürger angesichts der stetig wachsenden Kommunen im Umland für die Gründung einer eigenen Gemeinde. Ein Jahr später wurden die restlichen Gebiete der Town in die Gemeinde eingegliedert und die Town als Verwaltungseinheit des Marathon County aufgelöst.

## Bevölkerung
Nach der Volkszählung im Jahr 2010 lebten in Kronenwetter 7210 Menschen in 2652 Haushalten. Die Bevölkerungsdichte betrug 53,5 Einwohner pro Quadratkilometer. In den 2652 Haushalten lebten statistisch je 2,71 Personen. 
Ethnisch betrachtet setzte sich die Bevölkerung zusammen aus 94,5 Prozent Weißen, 0,3 Prozent Afroamerikanern, 0,3 Prozent amerikanischen Ureinwohnern, 3,7 Prozent Asiaten sowie 0,5 Prozent aus anderen ethnischen Gruppen; 0,7 Prozent stammten von zwei oder mehr Ethnien ab. Unabhängig von der ethnischen Zugehörigkeit waren 1,4 Prozent der Bevölkerung spanischer oder lateinamerikanischer Abstammung. 
26,9 Prozent der Bevölkerung waren unter 18 Jahre alt, 62,9 Prozent waren zwischen 18 und 64 und 10,2 Prozent waren 65 Jahre oder älter. 49,6 Prozent der Bevölkerung war weiblich.
Das mittlere jährliche Einkommen eines Haushalts lag bei 72.516 USD. Das Pro-Kopf-Einkommen betrug 27.579 USD. 5,5 Prozent der Einwohner lebten unterhalb der Armutsgrenze.